# いわき市アンモナイトセンター
いわき市アンモナイトセンターは福島県いわき市に所在する露頭観察施設である。700平方メートルの広さがある屋内施設と屋外体験発掘場から成っており、屋内施設と同様の地層が見られる屋外体験発掘場では定期的に化石発掘体験を実施している。
双葉層群足沢層大久川部層に位置しており:53、後期白亜紀のコニアシアン期の化石が産出する。アンモナイトに限らず軟骨魚類の化石の発掘報告が見られている:65。

## 施設概要
- 施設名称： いわき市アンモナイトセンター
- 所在地： 福島県いわき市大久町大久字鶴房147番地の2
- 開設： 1992年（平成4年）11月19日
- 構造： 鉄筋造一部2階建て
- 敷地面積： 27,598.63平方メートル
- 建物面積： 985.41平方メートル
- 延床面積： 1,075.23平方メートル
- 指定管理者： いわき市教育文化事業団

出典：

## ギャラリー

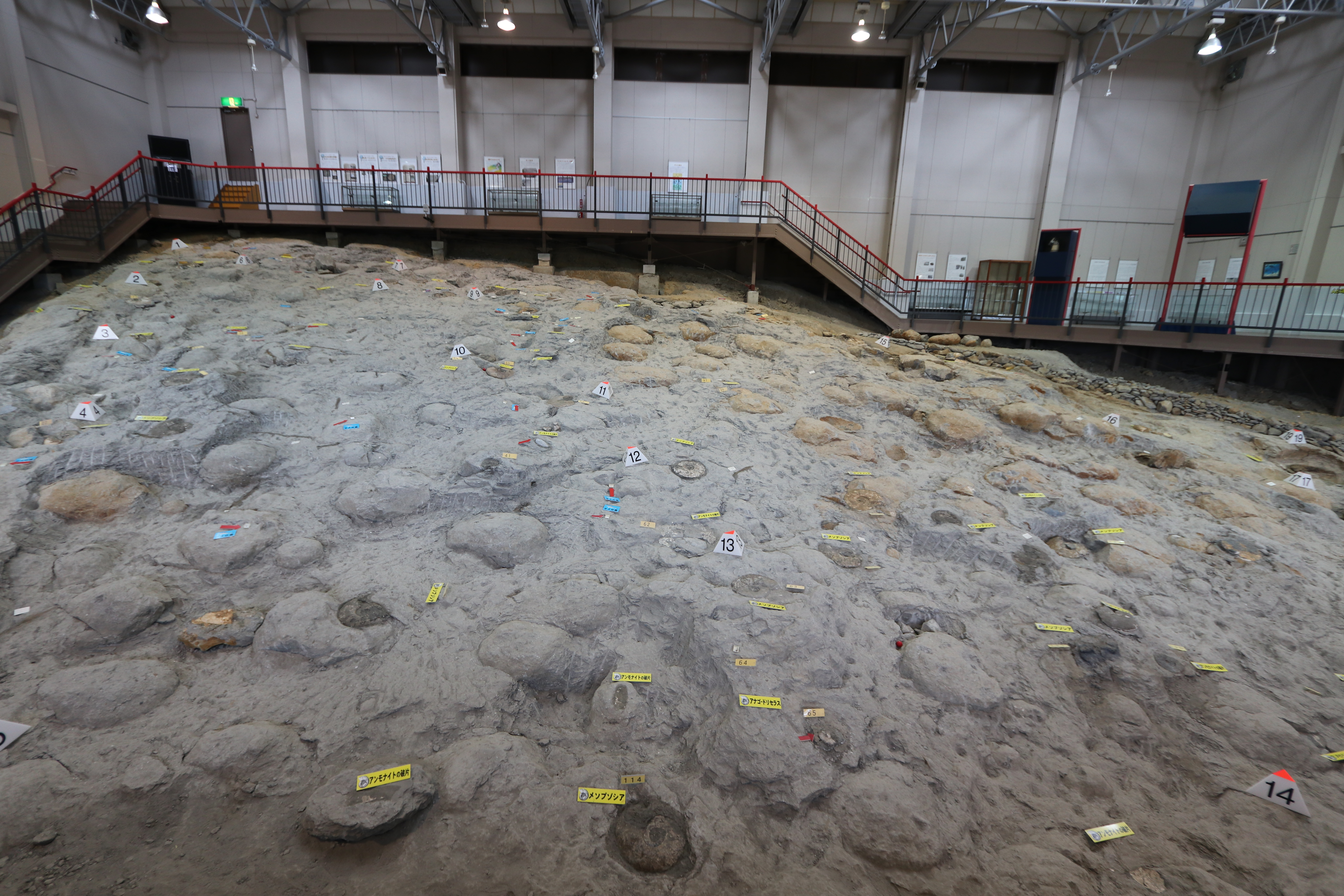
屋内施設で観察可能な露頭